# Parasite Dolls
Parasite Dolls (jap. パラサイトドールズ, Parasaito Dōruzu) ist eine Original Video Animation aus dem Jahr 2003 und Ableger von Bubblegum Crisis und A.D. Police. Dabei hat die Handlung keinen direkten Bezug zu den anderen Werken, sondern spielt lediglich in der gleichen Welt. Der Anime ist in die Genres Science-Fiction, Cyberpunk und Action einzuordnen.

## Inhalt
Im Jahr 2034 leben in Tokio neben den Menschen auch viele Androiden, sogenannte Boomer. Sie sind den Menschen äußerlich zum Verwechseln ähnlich, übernehmen vor allem schwere Arbeiten und werden vom Konzern Genom hergestellt. Doch sind sie zunehmend auch in Prostitution, Spionage und Terrorismus involviert. Daher hat die Stadtpolizei A.D. Police die Einheit Branch gegründet, die sich mit Boomer-Kriminalität beschäftigt. Ihr gehören Basil „Buzz“ Nikwest und seine Mitarbeiter Reiko Michaelson und Kimball, ein Boomer, an.
Das Team wird mit Ermittlungen zu Terroranschlägen durch Boomer betraut und muss auch gegen Prostitution der Boomer ermitteln. Dabei stellt sich schließlich heraus, dass auch der Chef von Branch in die Anschläge involviert ist und diese einem Politiker dazu dienen sollen, gegen die Boomer vorzugehen.

## Produktion und Veröffentlichung
AIC produzierte den Anime 2003 unter der Regie von Kazuto Nakazawa und Naoyuki Yoshinaga. Das Drehbuch schrieb Chiaki J. Konaka, das Charakterdesign stammt von Naoyuki Onda und die künstlerische Leitung oblag Masaru Sato.
Von Mai bis Juli 2003 wurden die drei Folgen in Japan veröffentlicht. Im gleichen Jahr gab es Vorführungen auf dem Los Angeles Film Festival, dem Fantasia Film Festival und dem Melbourne International Film Festival. Es folgten Veröffentlichungen auf Englisch, Französische, Spanisch, Italienisch, Niederländisch und Russisch. 2005 erschien der Anime auf Deutsch bei OVA Films auf DVD.

### Synchronisation
| Rolle                | japanischer Sprecher (Seiyū) | deutscher Sprecher |
| -------------------- | ---------------------------- | ------------------ |
| Reiko Michaelson     | Akemi Okamura                | Caroline Combrinck |
| Basil „Buzz“ Nikwest | Kazuhiko Inoue               | Walter von Hauff   |
| Kimball              | Sōmei Uchida                 | Manfred Trilling   |
| Elza „Angel“ Lynch   | Kikuko Inoue                 | Kathi Gaube        |
| Takahashi            | Masaru Ikeda                 | Christoph Jablonka |
| Bill Myers           | Toshio Furukawa              | Kai Taschner       |

### Musik
Die Musik des Animes wurde komponiert von Kazuyuki Tsuda. Den Vorspann unterlegte man mit dem Lied Get On the Beat, für den Abspann verwendete man off, beide gesungen von Akemi Okamura.

## Rezeption
Laut der AnimaniA sind die ersten beiden Folgen des Animes eher durchschnittlich in Animation und Handlung. Sie bildeten aber einen guten Auftakt für die dritte Folge, in der stärker auf die Charaktere eingegangen und die Qualität sich steigere: „Von der kompromisslosen Anfangsszene, in der ein Boomer gefühlskalt hingerichtet wird über die spektakulären Actionsequenzen bis hin zu den wunderschön stimmungsvollen Zeitlupeneinstellungen überzeugt die dritte Episode ohne Einschränkungen.“ Die Musik aus „chilligen Elektro-Rhythmen und hypnotischen Housebeats“ sowie die Vor- und Abspanntitel seien ebenso ein großes Plus. Jedoch könne die Serie diese hohe Qualität gerade in den ersten beiden Folgen nicht halten, sodass ein etwas unausgewogener Eindruck von einer dennoch ansprechenden OVA bleibt. Die Zeitschrift Funime schreibt von „recht ordentlichen“ Zeichnungen und Animationen und einem realistischen Charakterdesign. Der Ton, die Musik und insbesondere die Tonabmischung werden gelobt. Die Handlung aber könne wenig überzeugen, sie sei teils sehr ruhig, wirke teils übertrieben. So bleibt es bei einer eher durchschnittlichen Bewertung. In beiden Artikeln wird auf deutliche Parallelen und Ähnlichkeiten der OVA zu Ghost in the Shell beziehungsweise Ghost in the Shell: Stand Alone Complex verwiesen.
Als eine, im Vergleich zu den Vorgängerserien, wesentlich bedächtiger erzählte Geschichte mit „fast philophischen Hinterfragung einer möglichen Zukunft“ wird der Anime in der AnimeDVD bezeichnet.